# Erastria olivata
Erastria olivata är en fjärilsart som beskrevs av W. Warren 1897. Erastria olivata ingår i släktet Erastria och familjen mätare. Inga underarter finns listade i Catalogue of Life.